# Bulbophyllum leucorhodum
Bulbophyllum leucorhodum là một loài phong lan thuộc chi Bulbophyllum.